# Kanton Montfaucon-d'Argonne
Montfaucon-d'Argonne is een voormalig kanton van het Franse departement Meuse. Het kanton maakte deel uit van het arrondissement Verdun tot het op begin 2015 werd opgeheven en de gemeenten aan het aangrenzende kanton Clermont-en-Argonne werden toegevoegd.

## Gemeenten
Het kanton Montfaucon-d'Argonne omvatte de volgende gemeenten:
- Bantheville
- Brabant-sur-Meuse
- Cierges-sous-Montfaucon
- Consenvoye
- Cuisy
- Cunel
- Dannevoux
- Épinonville
- Forges-sur-Meuse
- Gercourt-et-Drillancourt
- Gesnes-en-Argonne
- Montfaucon-d'Argonne (hoofdplaats)
- Nantillois
- Regnéville-sur-Meuse
- Romagne-sous-Montfaucon
- Septsarges
- Sivry-sur-Meuse